# Kim Hendriks
Kim Hendriks (Rotterdam, 19 augustus 1999) is een Nederlands voetbalspeelster. Ze komt uit voor NAC Breda in de Vrouwen Eerste divisie.

## Clubcarrière
Hendriks speelde in de jeugd van RVV AGE-GGK in Rotterdam-Overschie. Vervolgens voetbalde ze bij BVV Barendrecht voordat ze overstapte naar eredivisionist Excelsior 
Rotterdam. Op 29 september 2017 maakte Hendriks haar debuut in de Vrouwen Eredivisie door in de basis te starten in een uitwedstrijd tegen ADO Den Haag. In een uitwedstrijd tegen VV Alkmaar maakte Hendriks haar eerste twee doelpunten in deze competitie.
Met ingang van seizoen 2021/22 stapte Hendriks over naar het vanaf dat seizoen nieuw opgerichte Feyenoord. Op 24 september 2021 maakte Hendriks haar debuut voor Feyenoord. Op 14 mei 2022 scoort Hendriks het allereerste doelpunt van Feyenoord Vrouwen in de De Kuip.
Op 1 juni 2023 werd bekend dat Hendriks vanaf het seizoen 2023/24 terugkeert bij Excelsior. In Kralingen tekende Hendriks een contract tot 30 juni 2024.
Kim Hendriks komt sinds het seizoen 2024/25 uit voor het nieuw opgerichte NAC Breda in de Eerste Divisie. Met de Bredanaars werd Hendriks in november 2024 kampioen van de eerste divisie B.

## Statistieken
| Seizoen | Club                | Competitie             | Competitie | Competitie | Beker | Beker | Overig | Overig | Totaal | Totaal |
| Seizoen | Club                | Competitie             | Wed.       | Dlp.       | Wed.  | Dlp.  | Wed.   | Dlp.   | Wed.   | Dlp.   |
| ------- | ------------------- | ---------------------- | ---------- | ---------- | ----- | ----- | ------ | ------ | ------ | ------ |
| 2017/18 | Excelsior Rotterdam | Vrouwen Eredivisie     | 24         | 2          | 0     | 0     | 0      | 0      | 24     | 2      |
| 2018/19 | Excelsior Rotterdam | Vrouwen Eredivisie     | 12         | 0          | 0     | 0     | 0      | 0      | 12     | 0      |
| 2019/20 | Excelsior Rotterdam | Vrouwen Eredivisie     | 10         | 0          | 0     | 0     | 0      | 0      | 10     | 0      |
| 2020/21 | Excelsior Rotterdam | Vrouwen Eredivisie     | 12         | 0          | 0     | 0     | 3      | 0      | 15     | 0      |
| 2021/22 | Feyenoord           | Vrouwen Eredivisie     | 12         | 2          | 2     | 1     | 0      | 0      | 14     | 3      |
| 2022/23 | Feyenoord           | Vrouwen Eredivisie     | 3          | 0          | 0     | 0     | 0      | 0      | 3      | 0      |
| 2023/24 | Excelsior Rotterdam | Vrouwen Eredivisie     | 8          | 0          | 0     | 0     | 0      | 0      | 8      | 0      |
| 2024/25 | NAC Breda           | Vrouwen Eerste divisie | 13         | 3          | 2     | 0     | 0      | 0      | 15     | 3      |
| Totaal  | Totaal              | Totaal                 | 95         | 7          | 5     | 1     | 3      | 0      | 103    | 8      |

Bijgewerkt t/m 24 maart 2025.

## Trivia
De neef van Kim Hendriks, Ramon Hendriks, is ook profvoetballer.
1 De Haan ·
2 Heshof ·
3 Van den Burg ·
4 Verhoef ·
5 F. Mol ·
6 Heijblom ·
7 Promes ·
8 Aurélio ·
9 Franken ·
10 Laamouz ·
11 Schneijderberg ·
12 Nguyen ·
14 Hendriks ·
15 Fertoute ·
16 Oussoren ·
17 De Blij ·
18 Meerding ·
19 Tabi ·
19 Warps ·
20 Versluijs ·
21 Cober ·
22 L. Mol ·
23 Van der Meulen ·
24 Goutier ·
25 Yetim ·
26 Zieleman ·
Coach: Mank